# Jan van de Waterlaat
Jan van de Waterlaat (Helmond, 15 mei 1939 - Deurne, 1 maart 1995) was een Nederlands beeldend kunstenaar.

## Ontwikkeling
Van de Waterlaat was autodidact als kunstenaar. Vanaf zijn jeugd maakte hij pentekeningen, schilderijen en beeldhouwwerken. Hij was wars van conventies en ijverde er niet voor door te breken in de kunstwereld. Desondanks exposeerde hij in de jaren 60 en 70 in binnen- en buitenland. In zijn eigen regio - hij woonde sinds de jaren 60 in Helenaveen - exposeerde hij geregeld in De Wieger en het Gemeentemuseum Helmond. 

## Kunst
Tussen 1960 en 1978 maakte Van de Waterlaat voornamelijk marmeren en hardstenen beelden. In de laatste 15 jaar produceerde hij voornamelijk beeldhouwwerken in het platte vlak.